# Nadporočnik (Bundesmarine)
Nadporočnik (izvirno nemško Oberleutnant zur See; okrajšava: OLt zS; kratica: OLZS) je častniški čin v Bundesmarine (v sklopu Bundeswehra). Čin je enakovreden činu nadporočnika.
Nadrejen je činu poročnika in podrejen činu poročnika bojne ladje. V sklopu Natovega STANAG 2116 spada v razred OF-1, medtem ko v zveznem plačilnem sistemu sodi v razred A10.

## Oznaka čina
Oznaka čina, ki je sestavljena iz dveh zlatih črt in ene zlate zvezde, je v dveh oblikah: narokavna oznaka (na spodnjem delu rokava) in naramenska (epoletna) oznaka.
Galerija
- Narokavna oznaka
- Naramenska (epoletna) oznaka